# Britta Herrmann (Germanistin)
Britta Herrmann (* 1968) ist eine deutsche Germanistin.

## Leben
Herrmann studierte in Göttingen deutsche Philologie und Geschichte und erhielt anschließend ein DFG-Stipendium des Münchner Graduiertenkollegs Geschlechterdifferenz & Literatur. Sie wurde 1999 in München promoviert. Es schloss sich ein DFG-Postdok-Stipendium des Gießener Graduiertenkollegs Klassizismus und Romantik im europäischen Kontext an. Ab 2000 war sie zunächst als Assistentin, später als Mitarbeiterin in Bayreuth tätig.
Nach ihrer Habilitation im Jahr 2008 übernahm sie die Vertretung einer Professur an der Universität Erlangen-Nürnberg (2008/09), ab 2009 wirkte sie als Akademische Oberrätin auf Zeit an der Ludwig-Maximilians-Universität München. 2011/12 folgte die Vertretung einer Professur an der Universität Erfurt. Seit 2012 lehrt sie als Professorin für Neuere deutsche Literatur an der Universität Münster, wo sie die Forschungsstelle Phonopoetik leitet.
Herrmann war zu Gast im Gespräch mit Barbara Overbeck beim WDR zum Thema: frühe Audio-Ästhetik des Lindbergh-Fluges.
Sie war von 2012 bis 2014 Jury-Mitglied des Tukan-Preises (München), ist Mitglied der Literatur-Kommission für Westfalen und war 2016 Mitglied des Fachbeirates des Scherer-Preises.

## Schriften (Auswahl)

### Als Autorin
- Töchter des Ödipus. Zur Geschichte eines Erzählmusters in der deutschsprachigen Literatur des 20. Jahrhunderts. Zugl. Dissertation 1998, Stauffenburg-Verlag, Tübingen 2001, ISBN 3-86057-212-1.
- Über den Menschen als Kunstwerk. Zu einer Archäologie des (Post-)Humanen im Diskurs der Moderne (1750-1820). Fink, Paderborn 2018, ISBN 978-3-7705-5970-1.

Artikel und Beiträge
- Romey Sabalius, Die Romane Hugo Loetschers im Spannungsfeld von Fremde und Vertrautheit. In: Arbitrium,  doi:10.1515/arbi.1998.16.1.122

- La vie comme roman. Transformations médiales du fictif entre classicisme et romantisme. Übersetzung von Olivier Mannoni. In: Revue Germanique Internationale 16/2001,  doi:10.4000/rgi.858
- Prometheus und Pygmalion als Übersetzer. Produktionsmythologeme zwischen Wissenschaft und Kunst im 18. Jahrhundert. In: Caroline Welsh, Stefan Willer (Hrsg.): „Interesse für bedingtes Wissen“. Fink, Paderborn/München 2008, ISBN 978-3-7705-4538-4, doi:10.30965/9783846745380_007 S. 109–130.
- mit Walter Erhart: XY ungelöst: Männlichkeit als Performance. In: T. Steffen (Hrsg.): Masculinities – Maskulinitäten. Metzler, Stuttgart, ISBN 978-3-476-45293-1, doi:10.1007/978-3-476-02875-4_3
- Das Geschlecht der Imagination: Anthropoplastik um 1800. In: Eva Kormann, Anke Gilleier, Angelika Schlimmer (Hrsg.): Textmaschinenkörper. Genderorientierte Lektüren des Androiden. Brill, 2006, ISBN 978-90-420-1778-8, doi:10.1163/9789401201971_005
- Sex, Erotika, Mutterschaft. Madonnas mediale Strategien des Perversen. In: Bettina Bannasch, Stephanie Waldow (Hrsg.): Lust? Darstellungen von Sexualität in der Gegenwartskunst von Frauen. Fink, 2008, ISBN 978-3-7705-4610-7, doi:10.30965/9783846746103_016
- Wenn die Seele sich ihren Körper baut. Bildung als body building zur Ästhetik und Poetik der physiologischen Differenz im 18. Jahrhundert. In: Deutsche Vierteljahrsschrrift für  Literaturwissenschaft und Geistesgeschichte 83, 2009, S. 145–164, doi:10.1007/BF03374722
- Papiergebilde. Familie, Roman und Wilhelm Raabes. In: Matteo Galli, Simone Costagli (Hrsg.): Deutsche Familienromane. Fink, 2010, ISBN 978-3-7705-5002-9, doi:10.30965/9783846750025_005
- Der Fremde und das Mädchen. Heinrich von Kleists Erzählung Die Verlobung in St. Domingo im literarischen Kontext. In: Zeitschrift für interkulturelle Germanistik, 2014, doi:10.14361/zig-2014-0104
- Ansagen, abhören, aufschreiben. Auralität und Medialität im Akt der Textproduktion. In: Natalie Binczek, Cornelia Epping-Jäger (Hrsg.): Das Diktat. München 2015, S. 141-154 doi:10.58079/susl

### Als Herausgeberin
- mit Walter Erhart: Wann ist der Mann ein Mann? Zur Geschichte der Männlichkeit. Metzler, Stuttgart 1996, ISBN  3-476-01456-8.
- Dichtung für die Ohren. Literatur als tonale Kunst in der Moderne. Vorwerk 8, Berlin 2015, ISBN 978-3-940384-67-6.
- Anthropologie und Ästhetik. Interdisziplinäre Perspektiven. Fink, Paderborn 2019, ISBN 3-7705-5966-5.